# Dolné Zahorany
Dolné Zahorany és un poble i municipi d'Eslovàquia. Es troba a la regió de Banská Bystrica.

## Història
La primera menció escrita de la vila es remunta al 1955.

## Demografia
| Godina             | 1994 | 2004   | 2014   | 2024   |
| ------------------ | ---- | ------ | ------ | ------ |
| Nombre de persones | 218  | 208    | 189    | 175    |
| Diferència         |      | −4,58% | −9,13% | −7,40% |

| Godina             | 2023 | 2024   |
| ------------------ | ---- | ------ |
| Nombre de persones | 174  | 175    |
| Diferència         |      | +0,57% |